# オックス・ンチェ
オックス・ンチェ（Ox Nché、1995年7月23日 - ）はユナイテッド・ラグビー・チャンピオンシップ、シャークスに所属するラグビーユニオン選手。

## プロフィール
- 南アフリカ・ブルームフォンテーン出身[1]。
- ポジションはプロップ(PR)。
- 身長 173cm、体重 114kg
- U20南アフリカ代表に選ばれたことがある[2]。
- 南アフリカ代表キャップは26（2024年2月現在）でラグビーワールドカップ2023の南アフリカ代表に選ばれた[3]。

## 略歴
チーターズ、フリーステイト・チーターズ、シャークス (カリーカップ)を経て、2020年、シャークスに加入。 